# فريدي برافو
فريدي برافو هو لاعب كرة قدم إكوادوري في مركز الدفاع، ولد في 12 أبريل 1962. شارك مع منتخب الإكوادور لكرة القدم. أما مع النوادي، فقد لعب مع إل. دي. يو. كيتو ونادي برشلونة.

## وصلات خارجية
- فريدي برافو على موقع قاعدة بيانات كرة القدم.إي يو (الإنجليزية)
- فريدي برافو على موقع ناشيونال فوتبول تيمز (الإنجليزية)
- فريدي برافو على موقع عالم كرة القدم.نت (الإنجليزية)